# Santa Maria Annunziata dei Gesuiti

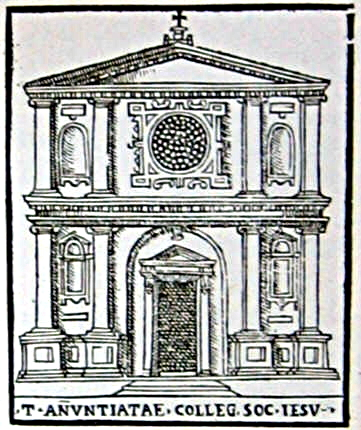
Gravura da fachada de Santa Maria Annunziata de Girolamo Francino (1588).

Santa Maria Annunziata dei Gesuiti, conhecida também como Santa Maria Annunziata al Collegio Romano, era uma igreja de Roma localizada na Piazza Sant'Ignazio, no rione Pigna, no local onde hoje está a igreja de Sant'Ignazio. Foi demolida justamente para permitir sua construção.

## História
O papa Gregório XIII entregou o Collegio Romano, uma instituição educacional fundamental sediada no Palazzo del Collegio Romano, aos jesuítas e, na época, seus estudantes assistiam à missa e a outras cerimônias religiosas na pequena igreja de Santa Maria Annunziata, uma pequena igreja construída em 1566, que ficava ao lado do palácio. Ao contrário de Gregório XIII, que era um forte apoiador dos jesuítas, seu sucessor, papa Sisto V, um franciscano, adotou uma postura mais cautelosa; os papas seguintes, por sua vez, estavam preocupados com o poder crescente dos jesuítas e, por isso, atrasaram o processo de canonização de Santo Inácio de Loyola. Ele foi beatificado em 1609 pelo papa Paulo V. Seu sucessor, o papa Gregório XV, foi educado no Collegio Romano e acelerou novamente o processo, que acabou sendo proclamado santo em 12 de março de 1622. Logo depois, os jesuítas decidiram que precisavam de uma nova igreja para comemorar recém-canonizado fundador de sua ordem e, por isso, em 1626 Santa Maria Annunziata foi demolida para permitir a construção de Sant'Ignazio, a maior igreja de Roma dedicada a um santo (com exceção das dedicadas aos Apóstolos).